# افسونگر (مجموعه تلویزیونی)
افسونگر (به انگلیسی: Bewitched) یک مجموعهٔ تلویزیونی کمدی موقعیت آمریکایی است که در هشت فصل از ۱۹۶۴ تا ۱۹۷۲ میلادی از شبکهٔ اِی‌بی‌سی پخش شد. داستان این سریال، دربارهٔ زن جادوگری است که با یک فانی ازدواج می‌کند و سعی می‌کند که زندگی عادی مثل سایر زنان خانه‌دار داشته باشد. افسونگر کماکان در سراسر دنیا از طریق دی‌وی‌دی فروخته و دیده می‌شود.
این مجموعه تلویزیونی، در سال‌های ۱۳۵۱ تا ۱۳۵۲ خورشیدی، با دوبلهٔ فارسی از تلویزیون ملی ایران پخش شد.
در سال ۱۹۷۷ سریالی به نام تابیتا ساخته و پخش شد. این سریال به نوعی دنباله افسونگر و درباره دختر سامانتا و دَرِن (تابیتا) بود.اما استقبال چندانی از این سریال نشد و پس از ۱۲ قسمت متوقف شد.

## خلاصه داستان
یک جادوگر جوان به نام سامانتا با یک فانی به نام «دارن» آشنا می‌شود و با او ازدواج می‌کند. او سعی می‌کند که از قدرت‌های جادویی‌اش استفاده نکند و مانند سایر زن‌ها خود کارهایش را انجام دهد. این در حالی است که خانوادهٔ جادوگرش از این وصلت راضی نیستند؛ زیرا دارن جادوگر نیست و مدام در زندگی آن دو دخالت می‌کنند. سریال اکثر اوقات با این موضوع شروع می‌شود که دارن گرفتار نوعی جادو از طرف خانوادهٔ همسرش می‌شود و دچار وقایع خنده‌داری با همسایه‌ها، رئیسش و ... می‌شود.
به مردهای جادوگر «ساحر» گفته می‌شود. ساحر و ساحره‌ها هزاران سال زندگی می‌کنند و برای مثال سامانتا هزاران سال سن دارد ولی ظاهرش مانند بیست ساله‌ها است. آن‌ها وقتی می‌خواهند طلسمی را اجرا کنند، چیزهایی می‌گویند و حرکات خاصی از خود بروز می‌دهند. مثلاً سامانتا دماغش را تکان می‌دهد.

## بازیگران

### اصلی و مکمل
| الیزابت مونتگومری                                                                       | سامانتا اِستیونز | اصلی            | اصلی            | اصلی            | اصلی            | اصلی            | اصلی            | اصلی            | اصلی            |
| دیک یورک (۵-۱) و دیک سارجنت(۸-۶)                                                        | دَرِن استیونز     | اصلی            | اصلی            | اصلی            | اصلی            | اصلی            | اصلی            | اصلی            | اصلی            |
| اگنس مورهد                                                                              | اِندورا          | اصلی            | اصلی            | اصلی            | اصلی            | اصلی            | اصلی            | اصلی            | اصلی            |
| دیوید وایت                                                                              | لَری تِیت         | دوره‌ای          | دوره‌ای          | دوره‌ای          | دوره‌ای          | دوره‌ای          | اصلی            | اصلی            | اصلی            |
| سینتیا بلک,هایدی و لورا جنتری و جولی و تامار یانگ (فصل ۲),ارین مورفی و دایان مورفی(۸-۳) | تابیتا استیونز  | Does not appear | دوره‌ای          | دوره‌ای          | دوره‌ای          | دوره‌ای          | دوره‌ای          | دوره‌ای          | دوره‌ای          |
| آلیس پیرس (۱،۲) و ساندرا گلد(۷-۳)                                                       | گِلادیس کِراویتز  | دوره‌ای          | دوره‌ای          | دوره‌ای          | دوره‌ای          | دوره‌ای          | دوره‌ای          | دوره‌ای          | Does not appear |
| جورج توبیاس                                                                             | اَبنِر کراویتز    | دوره‌ای          | دوره‌ای          | دوره‌ای          | دوره‌ای          | دوره‌ای          | دوره‌ای          | دوره‌ای          | Does not appear |
| آیرین ورنون (۱،۲) و کیسی راجرز (۸-۳)                                                    | لوئیز تِیت       | دوره‌ای          | دوره‌ای          | دوره‌ای          | دوره‌ای          | دوره‌ای          | دوره‌ای          | دوره‌ای          | دوره‌ای          |
| ماریون لورن                                                                             | خاله کِلارا      | دوره‌ای          | دوره‌ای          | دوره‌ای          | دوره‌ای          | Does not appear | Does not appear | Does not appear | Does not appear |
| الیزابت مونتگومری                                                                       | سرینا           | Does not appear | مهمان           | Does not appear | دوره‌ای          | دوره‌ای          | دوره‌ای          | دوره‌ای          | دوره‌ای          |
| نامشخص (۶) ، دیوید لارنس و گرگ لارنس (۷و۸)                                              | آدام استیونز    | Does not appear | Does not appear | Does not appear | Does not appear | Does not appear | دوره‌ای          | دوره‌ای          | دوره‌ای          |
| مِیبل آلبرتسون                                                                           | فیلیس استیونز   | فرعی            | مهمان           | مهمان           | دوره‌ای          | دوره‌ای          | دوره‌ای          | فرعی            | Does not appear |
| برنارد فاکس                                                                             | دکتر بامبِی      | Does not appear | Does not appear | مهمان           | دوره‌ای          | فرعی            | دوره‌ای          | دوره‌ای          | دوره‌ای          |
| آلیس گوستلی                                                                             | اِزمِرالدا        | Does not appear | Does not appear | Does not appear | Does not appear | Does not appear | دوره‌ای          | دوره‌ای          | دوره‌ای          |
| رابرت اف سیمون (۳،۷-۱) و روی رابرتس (۶-۴)                                               | فِرانک استیونز   | فرعی            | مهمان           | مهمان           | فرعی            | فرعی            | دوره‌ای          | مهمان           | Does not appear |
| موریس ایوانز                                                                            | موریس           | مهمان           | مهمان           | مهمان           | Does not appear | فرعی            | دوره‌ای          | Does not appear | دوره‌ای          |
| پل لیند                                                                                 | دایی‌آرتور       | Does not appear | مهمان           | فرعی            | دوره‌ای          | مهمان           | فرعی            | مهمان           | Does not appear |

### دیگر بازیگران
| جیل فاستر (۵-۲) ، آلیس بِیکس (۲) ، آن پِرِنتیس (۲) ، هِدِر وودروف (۳) ، جین بلیک (۶-۴) ، آیرین بایت (۶) ، مارسیا والاس (۷) ، ناتالی کور (۷) ، آن دُران (۷) ، سوزان هاتاوی (۸) ، سامانتا اسکات (۸) و امیلی بنکس (۸) | بتی           | Does not appear | دوره‌ای          | دوره‌ای          | دوره‌ای          | دوره‌ای          | دوره‌ای          | دوره‌ای          | دوره‌ای          |
| دایانا چِسنی (۲) ، رتا شا (۳،۸) ، نانسی اندروز (۳) ، دورین مک لین (۵) ، کی الیوت (۶) و ایسابل مک کلاسکی (۷)                                                                                                   | خاله هاگاتا   | Does not appear | مهمان           | فرعی            | Does not appear | مهمان           | مهمان           | فرعی            | مهمان           |
| استل وینوود (۳) ، اتولا نزمیت (۳) و دایانا چِسنی (۸) | خاله اِنچانترا | Does not appear | Does not appear | فرعی            | Does not appear | Does not appear | Does not appear | Does not appear | مهمان           |
| شارون دی‌بورد | دوشیزه تاچر   | فرعی            | دوره‌ای          | Does not appear | Does not appear | Does not appear | Does not appear | Does not appear | Does not appear |
| ماری گریس کنفیلد | هریت کراویتز  | Does not appear | دوره‌ای          | Does not appear | Does not appear | Does not appear | Does not appear | Does not appear | Does not appear |
| دیک ویلسون | مرد مست       | مهمان           | مهمان           | فرعی            | دوره‌ای          | دوره‌ای          | مهمان           | دوره‌ای          | Does not appear |
| برنی کاپل | عطار          | Does not appear | Does not appear | Does not appear | Does not appear | Does not appear | فرعی            | Does not appear | فرعی            |
| نانسی کووَک | شیلا سامرز    | مهمان           | Does not appear | Does not appear | فرعی            | Does not appear | Does not appear | Does not appear | Does not appear |
| مری‌‌استر دنور | خاله گِریمالدا | Does not appear | Does not appear | Does not appear | Does not appear | Does not appear | Does not appear | Does not appear | مهمان           |
| ریچارد ایکس اِسلاتِری | مامور پلیس    | Does not appear | مهمان           | Does not appear | Does not appear | مهمان           | Does not appear | فرعی            | فرعی            |